# 35-sai no Kōkōsei
35-sai no Kōkōsei (35歳の高校生?) también conocida como No Dropping Out: Back to School at 35 es una serie de televisión japonesa, emitida en el año 2013 por la cadena Nippon Television. Está protagonizada por Ryoko Yonekura y Junpei Mizobata.

## Sinopsis
La historia se centra en Ayako Baba, una mujer de 35 años que se convierte en estudiante, y como ella influye en la vida de sus compañeros, mientras se ocupa de resolver los problemas que en las secundarias de hoy ocurren, como es el caso del bullying.

## Argumento
Durante el nuevo semestre en abril, una mujer aparece en la ceremonia de inauguración. Dicha mujer de 35 años resulta ser una nueva estudiante para asombro de los demás compañeros.
Aparte, un nuevo profesor se hará cargo de la clase a la cual ella asistirá y tendrá que lidiar con los problemas que puedan suceder.
La nueva estudiante actuará como una compañera más, asistiendo a clases, realizando las tareas y estudiando.
Tratará de resolver los problemas de los demás estudiantes.
Su objetivo dice ser conseguir cien amigos. ¿Cuál es el motivo por el que asiste, y cuál es su pasado?

## Reparto

### Reparto principal
- Ryoko Yonekura como Ayako Baba.
  - Mayu Matsuoka como Ayako (joven).
- Junpei Mizobata como Junichi Koizumi.

### Profesores y directores
- Tetsuya Watari como Yukinobu Asada.
- Nana Katase como Akiri Nagamine.
- Takeshi Masu como Makio Ninagawa.
- Toshihide Tonesaku como Takashi Saruwatari.
- Hiroki Aiba como Ryuichiro Kitajima.
- Yohei Kumabe como Wataru Iseya.
- Sho Ikushima como Koichi Higuchi.
- Megumi Yokoyama como Yuki Mayuzumi.
- Takaaki Enoki como Yoshio Noda.

### Clase 3-A
- Taiko Katono como Ryota Otake.
- Shiori Kitayama como Yuna Izumi.
- Fujiko Kojima como Moe Kokubun.
- Yua Shinkawa como Mizuki Kudo.
- Masaki Suda como Masamitsu Tsuchiya.
- Mahiro Takasugi como Ren Higashi.
- Yukito Nishii como Teppei Saegusa.
- Shuhei Nomura como Osamu Yukawa.
- Alice Hirose como Rina Hasegawa.
- Reiko Fujiwara como Mai Yuki.
- Elina Mizuno como Ai Yamashita.
- Karen Miyazaki como Rikako Hatori.
- Aoi Morikawa como Hitomi Eto.
- Kento Yamazaki como Ryo Akutsu.
- Masami Imai como Rin Sato.
- Haruna Onishi como Momoko Ueda.
- Takumi Sato como Yuta Shimizu.
- Tomoya Shiba como Hitoshi Okura.
- Yoshiro Dojun como Tetsuya Jinbo.
- Kazuya Nakajima como Shinichi Kashiwagi.
- Tatsuya Nakayama como Yuji Matsumoto.
- Sumire Fujishiro como Keiko Hirakawa.
- Koki Horikoshi como Goki Murata.
- Daiki Mihara como Yosuke Shinohara.
- Izumi Yabe como Yui Matsushita.
- Mari Yamachi como Sayuri Tachibana.

### Cameos
- Marika Tanaka (episode 1).
- Hajime Yamazaki como el padre de Rina Hasegawa  (episode 1).
- Yorie Yamashita como Rina la madre de Rina Hasegawa (episode 1).
- Kentaro Shimazu como profesora una secundaria (episode 1).
- Junichi Kikawa como un reportero de noticias (episode 1).
- Marie Ueda  como un reportero de noticia (episode 1).
- Takashi Ukaji  como el padre de  Ai Yamashita (episode 2).
- Hajime Okayama como el oficial de policía (episode 2).
- Keiko Shinohe como la mujer a la que Ai intenta robar (episode 2).
- Hisako Matsuyama como un pariente (episode 2).
- Masaya Seto como un pariente (episode 2).
- Yoshiko Minami como un pariente (episode 2).
- Takaya Sakoda (episodio 2).
- Shoji Kamata (episodio 2).

## Audiencia
| Episodio | Kanto |
| -------- | ----- |
| 1        | 14.7  |
| 2        | 12.9  |
| 3        | 15.1  |
| 4        | 14.7  |
| 5        | 12.9  |
| 6        | 12.1  |
| 7        | 11.3  |
| 8        | 12.7  |
| 9        | 9.9   |
| 10       | 13.1  |
| 11       | 14.7  |
| Promedio | 13.2  |

- Datos: Q10863728